# Svartstrimmig skogssångare
Svartstrimmig skogssångare (Setophaga nigrescens) är en fågel i familjen skogssångare inom ordningen tättingar. Den häckar huvudsakligen i västra Nordamerika och övervintrar från södra Kalifornien till norra Guatemala.

## Kännetecken

### Utseende
Svartstrimmig skogssångare är en kompakt, 11–13 cm lång skogssångare med en liten, rund näbb och stort huvud. Fjäderdräkten går helt i svart, grått och vitt förutom en liten gul framför och ovan ögat. Huvudet är tydligt streckat i svart och vitt, med svart hjässa, kind och strupe samt vitt ögonbryns- och strupsidesstreck som nästan möts i nacken. Ovansidan är grå med två vita vingband. På flankerna syns tydliga svarta längsgående strimmor. Honan är något svagare tecknad än hanen med vita inslag på strupen.

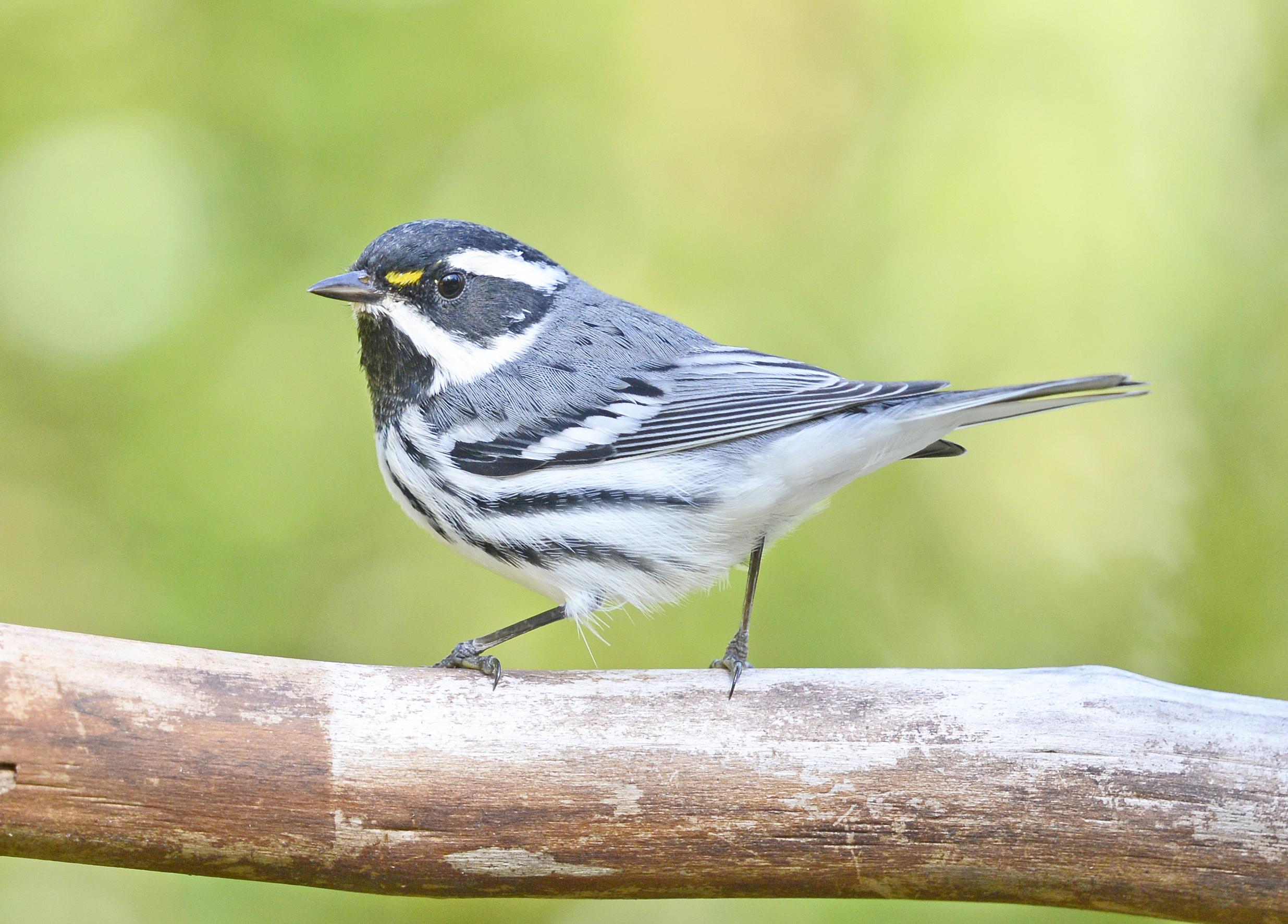
Hane.

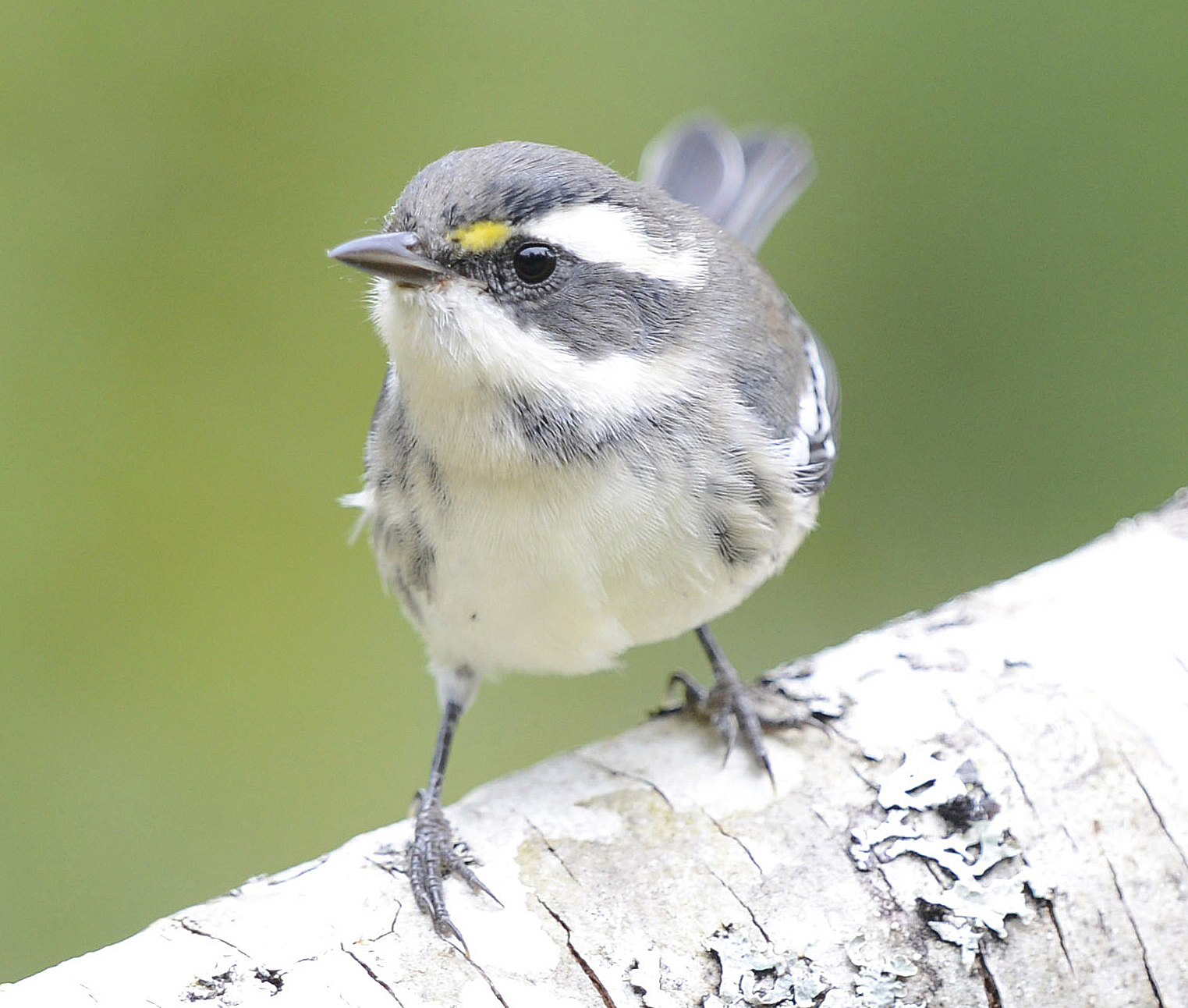
Hona.

### Läte
Sången består av en serie musikaliska men sträva toner med betonat slut, i engelsk litteratur återgivet "zeea zeea zeea ZEEE zaa zoo". Lätet liknar granskogssångaren, det vill säga ett vasst "tsik" och i flykten ett ljust och klart "swit".

## Utbredning och systematik
Svartstrimmig skogssångare delas upp i två underarter med följande utbredning:
- Setophaga nigrescens nigrescens – häckar i sydvästra British Columbia och västra USA, övervintrar från södra Kalifornien till norra Guatemala
- Setophaga nigrescens halseii – förekommer i norra Baja California, södra Arizona, södra New Mexico och norra Sonora

Vissa behandlar den dock som monotypisk.

### Släktestillhörighet
Tidigare placerades den tillsammans med ett stort antal andra arter i släktet Dendroica. DNA-studier visar dock att rödstjärtad skogssångare (Setophaga ruticilla) är en del av denna grupp. Eftersom Setophaga har prioritet före Dendroica inkluderas numera alla Dendroica-arter i Setophaga.

## Levnadssätt
Svartstrimmig skogssångare häckar i torra ek– eller enskogar. Under flyttningen ses den ofta i flodnära lövträd. Den födosöker efter insekter i nedre eller mellersta delarna av träden med rätt långsamma rörelser för att vara en skogssångare.

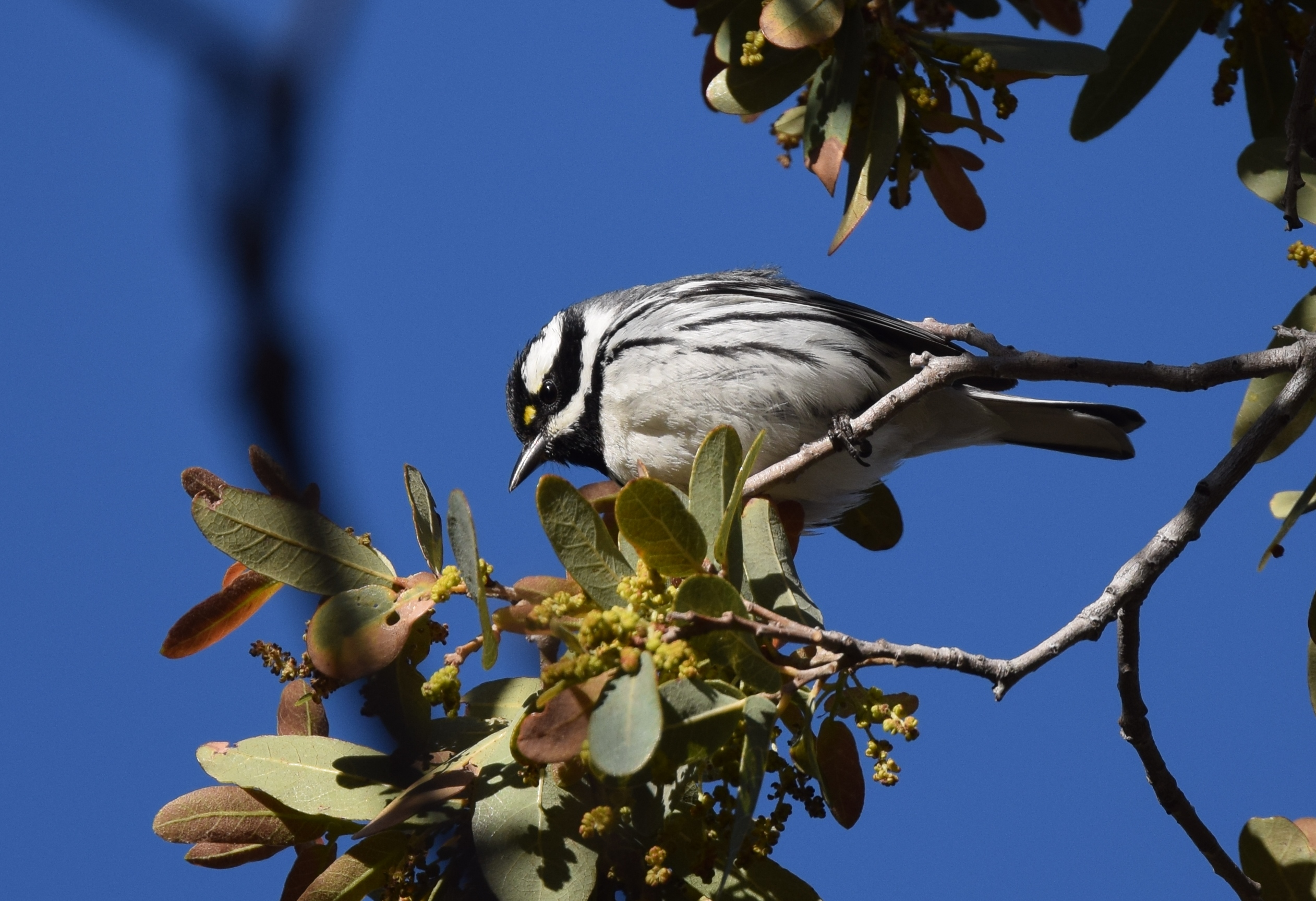
Svartstrimmig skogssångare fotograferad i Arizona.

### Häckning
Fågeln häckar mellan maj och juli, med äggläggning maj–juni. Den placerar sitt bo en till tolv meter ovan mark på en gren eller i en klyka i en ädelgran, ek eller tall. Däri lägger den en till två kullar med tre till fem ägg.

## Status och hot
Arten har ett stort utbredningsområde och en stor population, men tros minska i antal, dock inte tillräckligt kraftigt för att anses vara hotad. Utifrån dessa kriterier kategoriserar internationella naturvårdsunionen IUCN arten som livskraftig (LC). Världspopulationen uppskattas till 3,2 miljoner häckande individer.